# Jade Neilsen
Jade Neilsen (* 24. Juli 1991 in Southport, Queensland) ist eine ehemalige australische Schwimmerin. Sie erschwamm bei Olympischen Spielen eine Silbermedaille sowie bei Weltmeisterschaften je eine Silbermedaille auf der 50-Meter-Bahn und auf der 25-Meter-Bahn.

## Sportliche Karriere
Die 1,75 Meter große Jade Neilsen schwamm für den Miami Swimming Club in Gold Coast.
Ende 2010 bei den Kurzbahnweltmeisterschaften in Dubai wurde die 4-mal-200-Meter-Freistilstaffel mit Blair Evans, Jade Neilsen, Kelly Stubbins und Kylie Palmer Zweite hinter den Chinesinnen und vor den Französinnen.
2011 bei den Weltmeisterschaften in Shanghai schwamm die australische 4-mal-200-Meter-Freistilstaffel im Vorlauf mit Angie Bainbridge, Blair Evans, Jade Neilsen und Bronte Barratt die sechstbeste Zeit. Im Finale siegte das US-Quartett mit einer Sekunde Vorsprung vor Bronte Barratt, Blair Evans, Angie Bainbridge und Kylie Palmer, die ihrerseits 0,24 Sekunden vor den drittplatzierten Chinesinnen anschlugen. Auch die nur im Vorlauf eingesetzten australischen Schwimmerinnen erhielten eine Silbermedaille.
Bei den Olympischen Spielen 2012 in London erreichte die 4-mal-200-Meter-Freistilstaffel mit Brittany Elmslie, Angie Bainbridge, Jade Neilson und Blair Evans die schnellste Vorlaufzeit. Im Finale waren Bronte Barratt, Melanie Schlanger, Kylie Palmer und Alicia Coutts über fünf Sekunden schneller, wurden aber nur Zweite hinter der Staffel aus den Vereinigten Staaten.